# Mănăstirea Stavnic

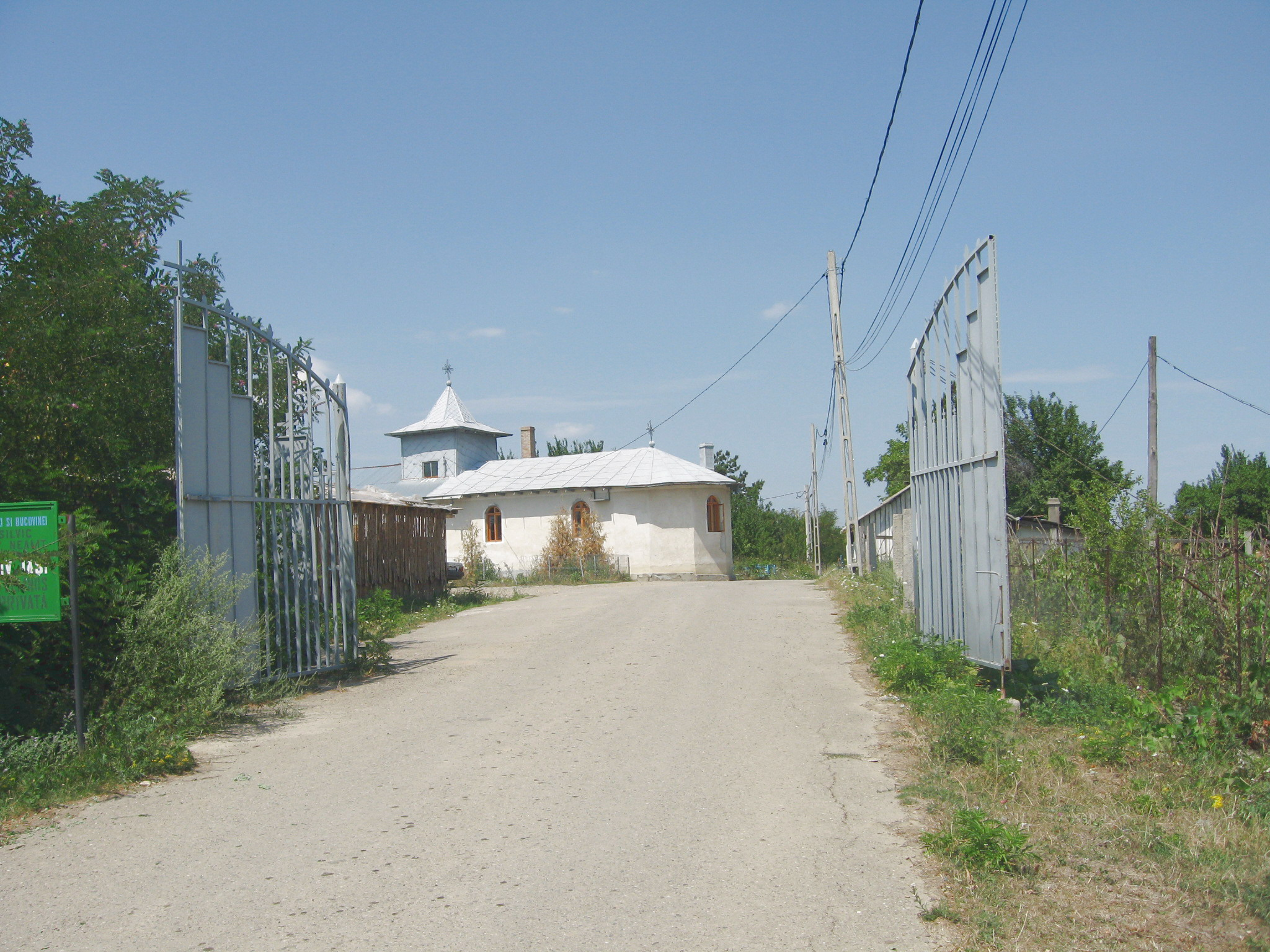
Intrarea la Mănăstirea Stavnic.

Mănăstirea Stavnic este un schit de călugări din localitatea Schitu Stavnic, comuna Voinești (județul Iași), aflat la o distanță de 22 km SV de municipiul Iași. Schitul datează din anul 1727, fiind abandonat după cel de-al doilea război mondial, când a fost bombardat. În anul 1993, schitul a fost reînființat.
Ansamblul Mănăstirii Stavnic a fost inclus pe Lista monumentelor istorice din județul Iași din anul 2015, având codul de clasificare  IS-II-a-B-04243 și fiind alcătuit din următoarele 3 obiective :
- Biserica "Vovidenia" - datând din jurul anului 1727 și având codul IS-II-m-B-04243.01
- Clădirile anexe - datând din secolul al XVIII-lea și având codul IS-II-m-B-04243.02
- Zidul de incintă - datând de la începutul secolului al XVII-lea și având codul IS-II-m-B-04243.03

## Istoric

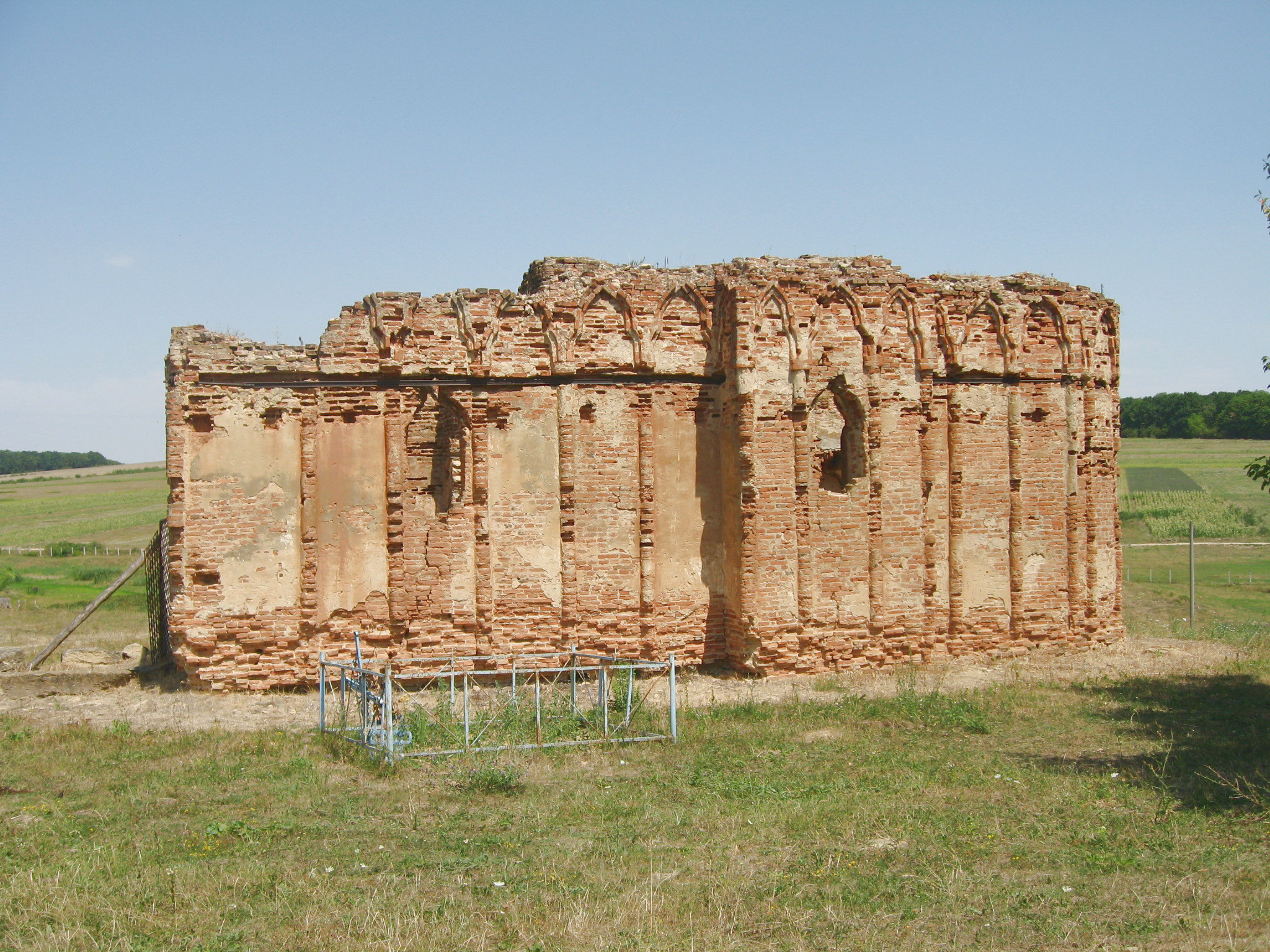
Ruinele Bisericii Vovidenia, datând de la anul 1727.

Deși în aceste locuri a existat o viață monahală încă din vremea domniei lui Petru Rareș (1527-1538, 1541-1546), schitul este cunoscut abia de la începutul secolului al XVIII-lea (pe la 1727), când a fost întemeiat de către medelnicerul Constantin Cocoranul, care ulterior s-a și călugărit aici, luându-și numele monahal de Calistru. Inițial era așezat în mijlocul pădurilor din sudul Iașilor, având hramul Vovidenia (Intrarea în Biserică a Maicii Domnului).
În anul 1766, conform unui document consemnat de istoricul Nicolae Iorga, urmașii ctitorului, Hagi Dumitru, fiul Serafinei, Zoița, fiica ei, și Toader Nacu, au închinat schitul Stavnic Mănăstirii Sfântul Spiridon din Iași.  În jurul anului 1772, după informațiile furnizate de același istoric, Mănăstirea "Sf. Spiridon" din Iași aloca anual călugărilor de la schit sume de bani necesare pentru întreținere. În jurul schitului s-a înființat un sat cu același nume. 
Schitul este citat în Ținutul Cârligăturii în anul 1772, apoi de către generalul maior rus de origine germană Frederick William von Bawr, care a servit în armata rusă în timpul războiului ruso-turc din 1768-1774, în lucrarea sa "Carte de la Moldavie pour servir à l’Historie militaire de la guerre entre les Russes et les Turcs", publicată la Amsterdam în anul 1783. De asemenea, în anul 1820, este menționat într-o altă lucrare ca fiind "Schitul lui Atanasie" în 1820. 
Biserica (cu hramul "Vovidenia") avea o arhitectură în plan simplu, cu pronaosul boltit în semicilindru și naos cu o turlă, existând și o turlă și deasupra pronaosului, începutul scării de acces spre acesta fiind și acum vizibil. Intrarea în biserică se făcea prin partea de nord a pronaosului. Naosul și pronaosul erau separate printr-un perete cu două arcuri trilobate cu acoladă și cu un stâlp în axă. Fațadele sunt împodobite cu arcade oarbe și cu ocnițe în acoladă, iar ferestrele erau în arc trilobat. Pe peretele din partea de sud a pronaosului se află și astăzi o gropniță cu un arc trilobat.
Printre obiectele vechi ale bisericii schitului menționăm o Evanghelie donată de către Chiriță Lăcătușu din Iași la 5 martie 1728, un prologar donat de postelnicul Constantin Bivol în 1736, un potir din 1819 etc.
"Schitișoru nostru", după o consemnare pe o carte din 1736, a fost găsit părăsit și în ruină în deceniul al IV-lea din secolul al XX-lea (în 1933 mai precis) de către inginerul constructor și istoricul de artă veche Gheorghe Balș (1868-1934). 
A funcționat ca schit de călugări până la începutul celui de-al doilea război mondial, când prin decizia mitropolitană nr. 37 din 31 decembrie 1941, schitul a fost dezlipit de Parohia Bogdănești și făcut de sine stătător, dar decizia nu a intrat în vigoare ca urmare a faptului că schitul ducea lipsă de mijloace proprii de existență.  Biserica a fost bombardată în perioada celui de-al doilea război mondial, rămânând numai cu pereții laterali. 
În anul 1947, biserica schitului a trecut în patrimoniul Parohiei Slobozia în raza căreia se afla. În anii '80 ai secolului al XX-lea, locuitorii din satul Schitul Stavnic au construit cu mari sacrificii o biserică modestă din chirpici, în apropiere de vechea biserică. 

## Refacerea vieții monahale

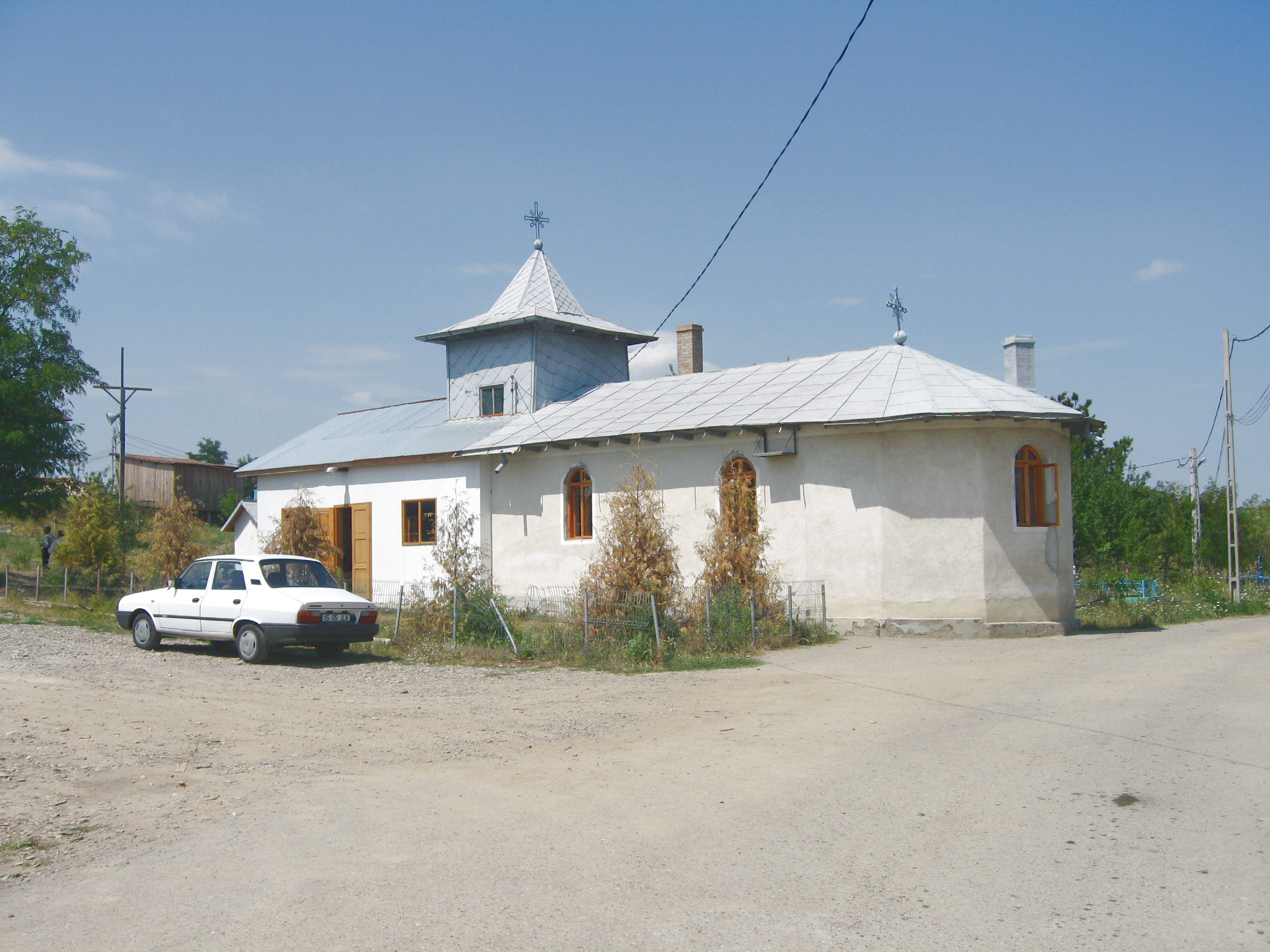
Biserica nouă a Mănăstirii Stavnic.

În anul 1993, mitropolitul Daniel Ciobotea al Moldovei și Bucoinei a reînființat schitul cu hramul "Vovidenia" ("Intrarea în Biserică a Maicii Domnului" - 21 noiembrie), ca paraclis mitropolitan, sub directa coordonare administrativă și economică a Centrului Eparhial Iași. În anul 2005, schitul a ieșit de sub administrarea directă a Mitropoliei, devenind mănăstire autonomă.
Schitul are o obște de călugări, care are scopul să reînvie viața monahală în acea localitate. S-a construit un corp de chilii din lemn alături de atelier, precum și o casă monahală.
Mănăstirea are un gater de tăiat bușteni și un atelier de tâmplărie (administrat de către Ocolul Silvic Mănăstirea Neamț a Mitropoliei Moldovei și Bucovinei) și de ceramică, precum și o cărămidărie. S-a înființat o livadă și o mică fermă agrozootehnică și s-a amenajat un iaz. În prezent, se află în faza de construcție o a treia biserică, în formă de cruce și de dimensiuni mai mari, precum și reconstrucția bisericii vechi, aflată în faza de proiect.
Hramul schitului este sărbătoarea Sf. Mare Mucenic Dimitrie, Izvorâtorul de mir (prăznuită în fiecare an la data de 26 octombrie). În anul 2006, slujba Sfintei Liturghii a fost celebrată chiar de către mitropolitul Daniel Ciobotea.
Ansamblul schitului Stavnic a fost clasificat în anul 2004 ca monument istoric , având codul IS-II-a-B-04243. Obiectivele componente ale ansamblului este Biserica "Vovidenia" (datând din 1727), clădirile anexe și zidul de incintă (datând de la începutul secolului al XVIII-lea). 

## Imagini

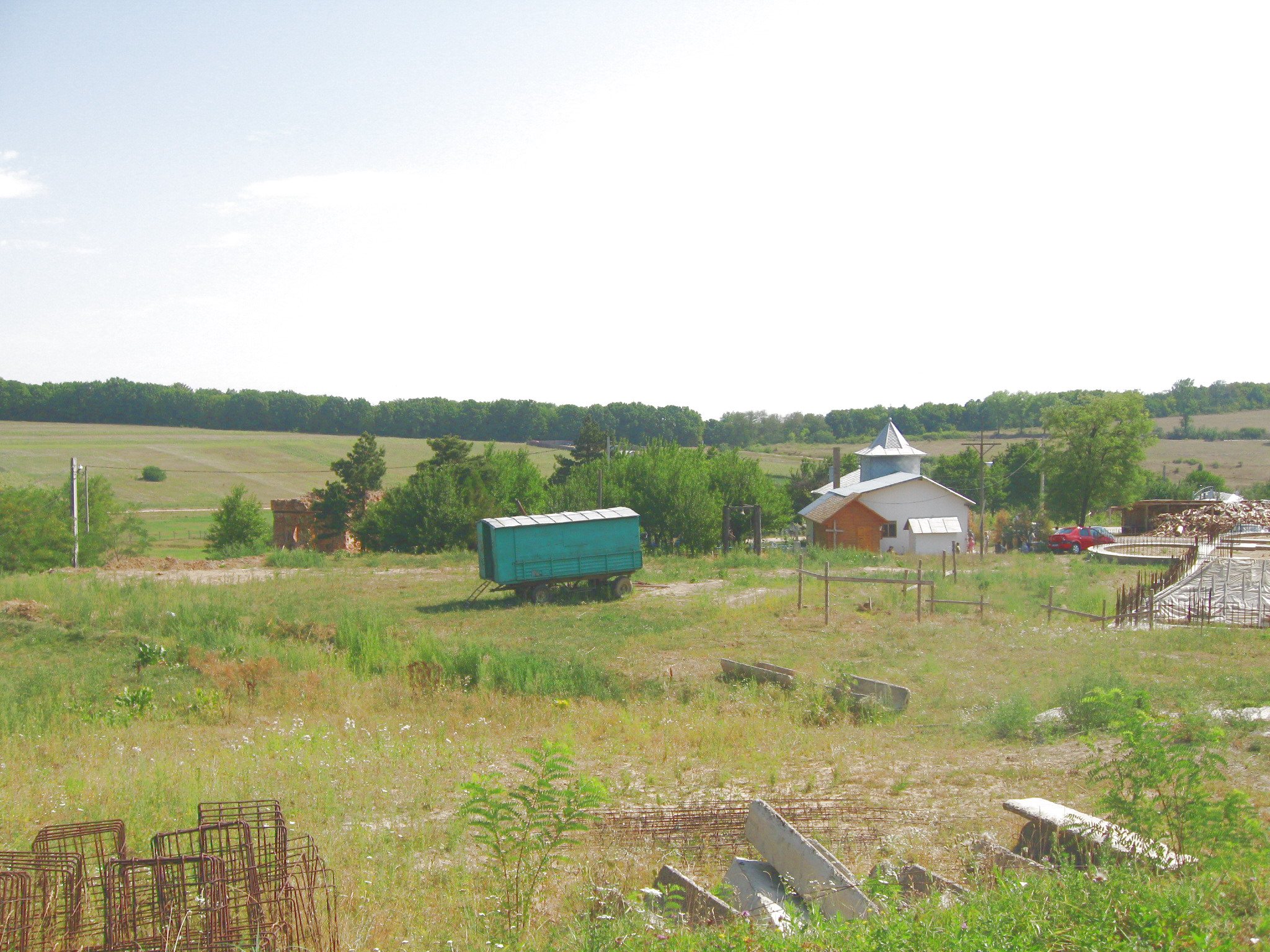
Trei biserici
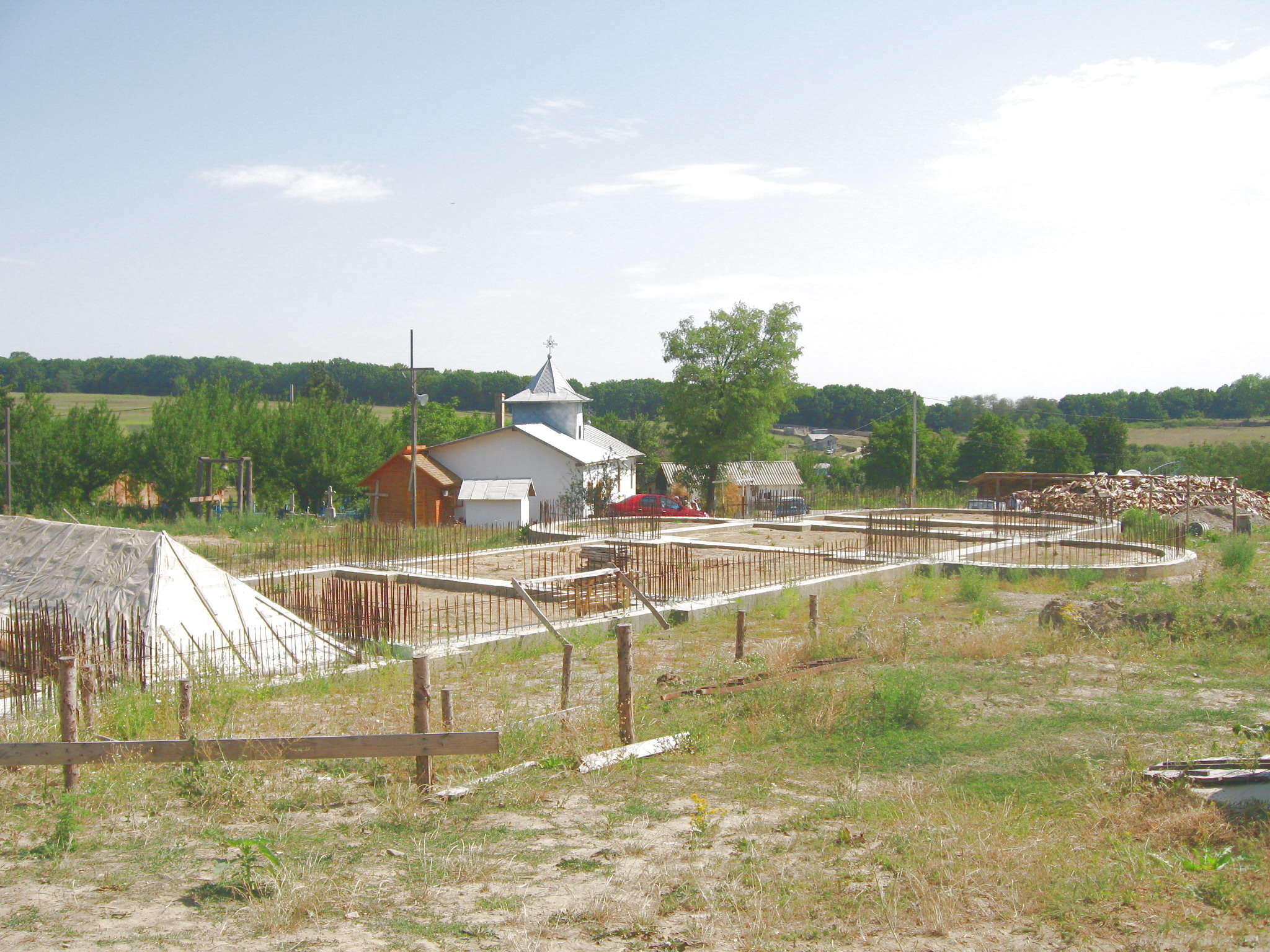
Trei biserici
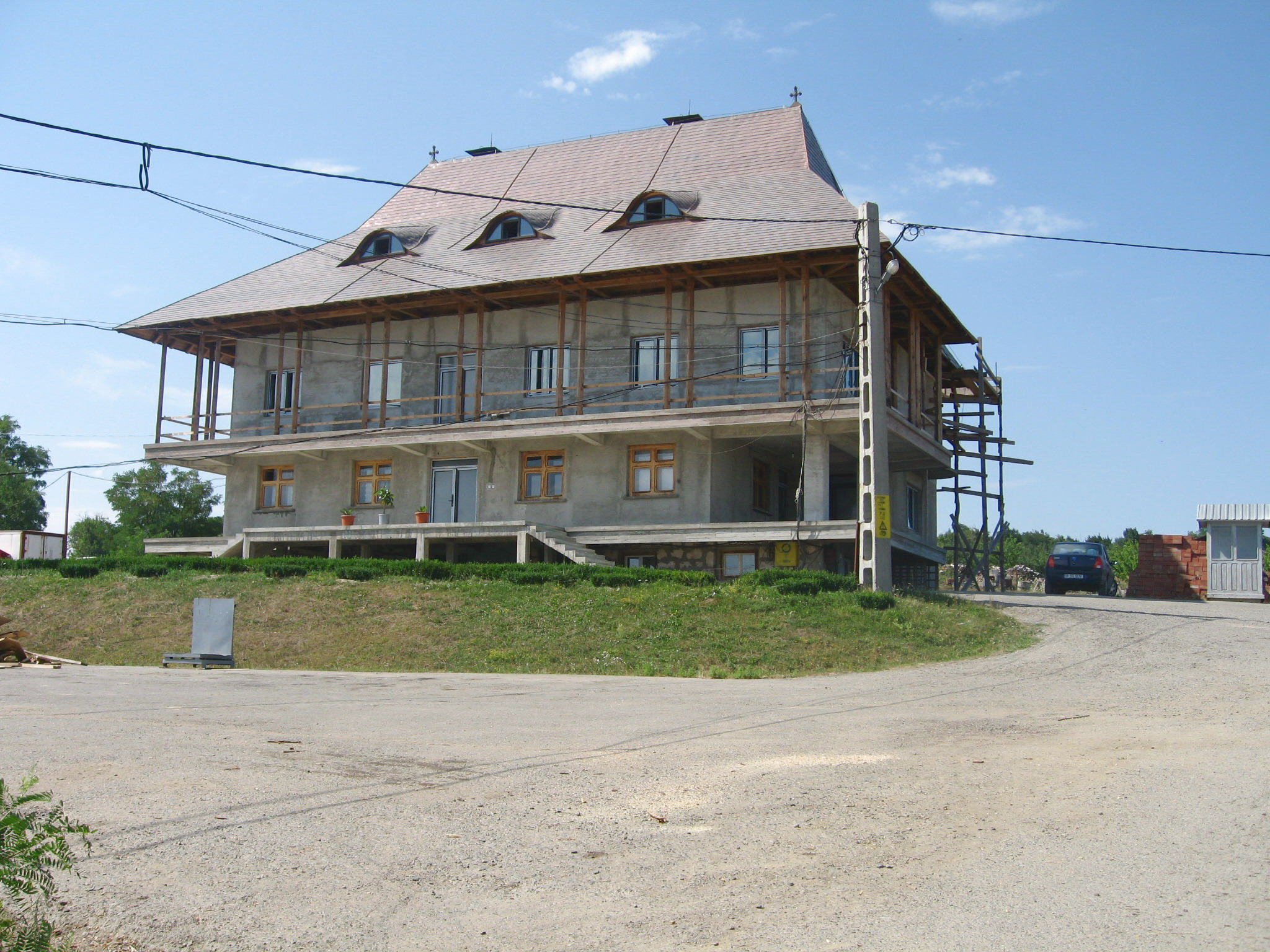
Chilia
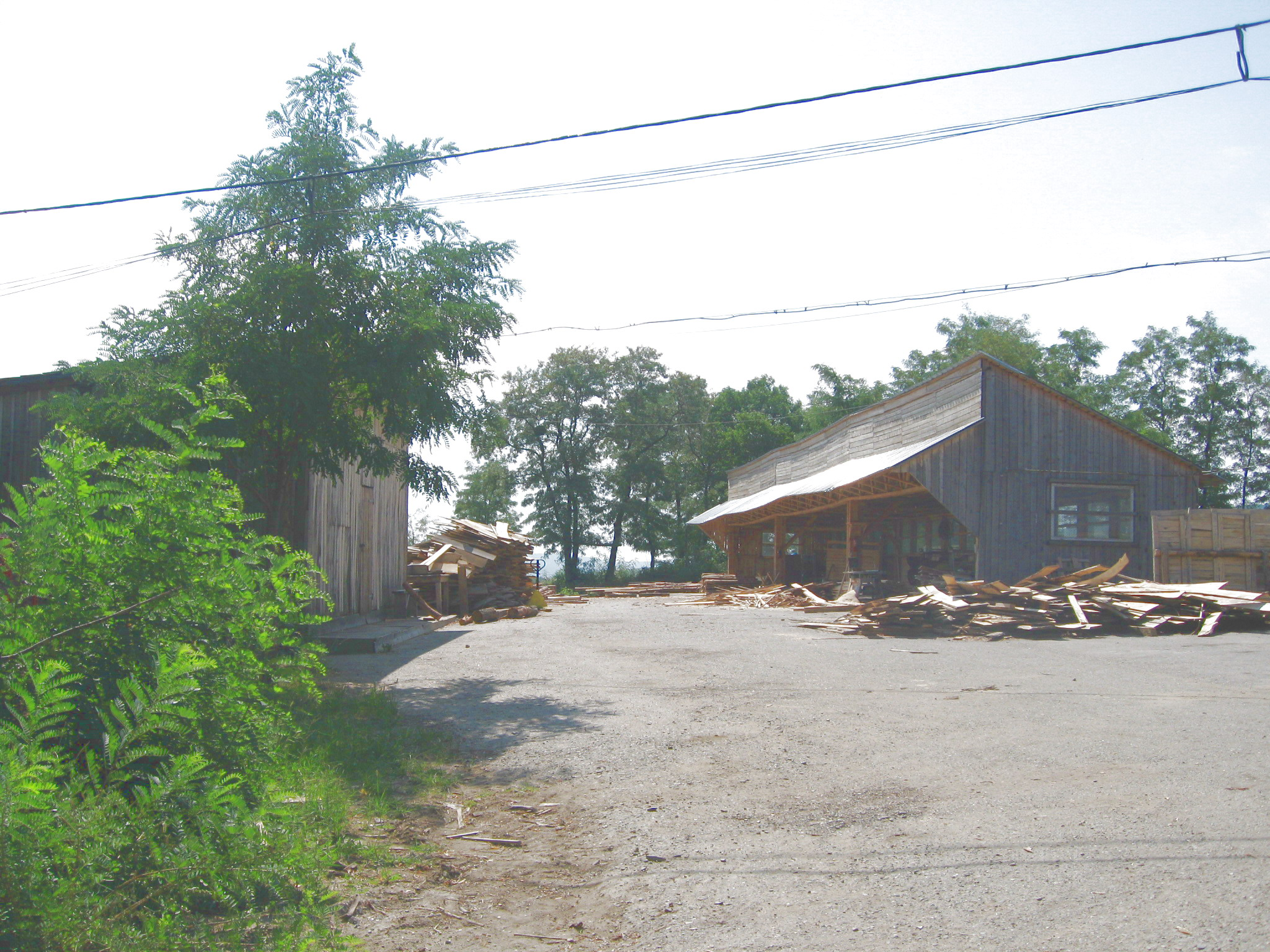
Atelierul de tâmplărie
Iazul
Vedere din partea nordică
Intrare prin partea de nord
Intrare prin partea de nord
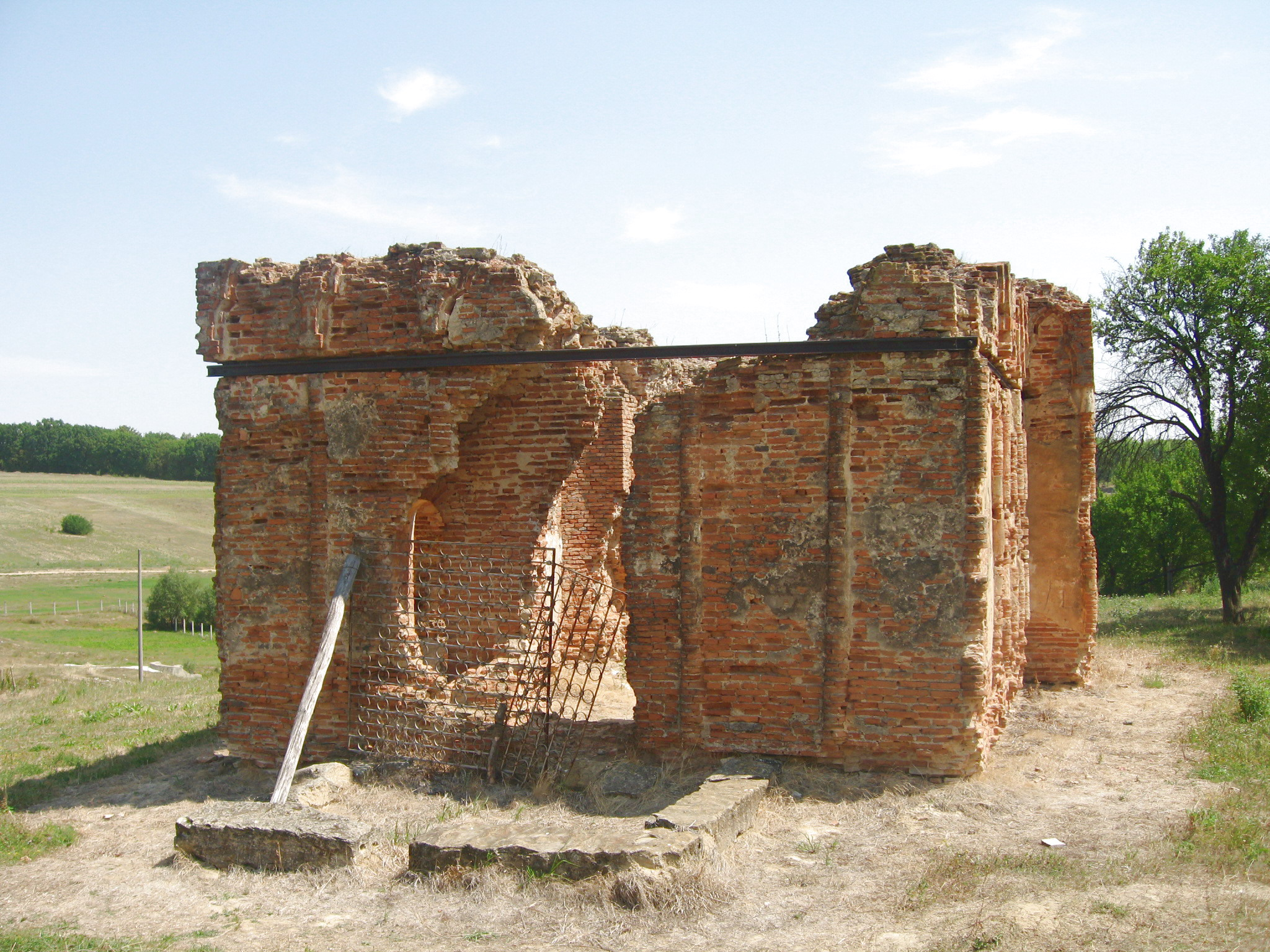
Intrarea în biserica veche
Intrarea în biserica veche
Locul unde se afla scara de acces către turla de deasupra pronaosului
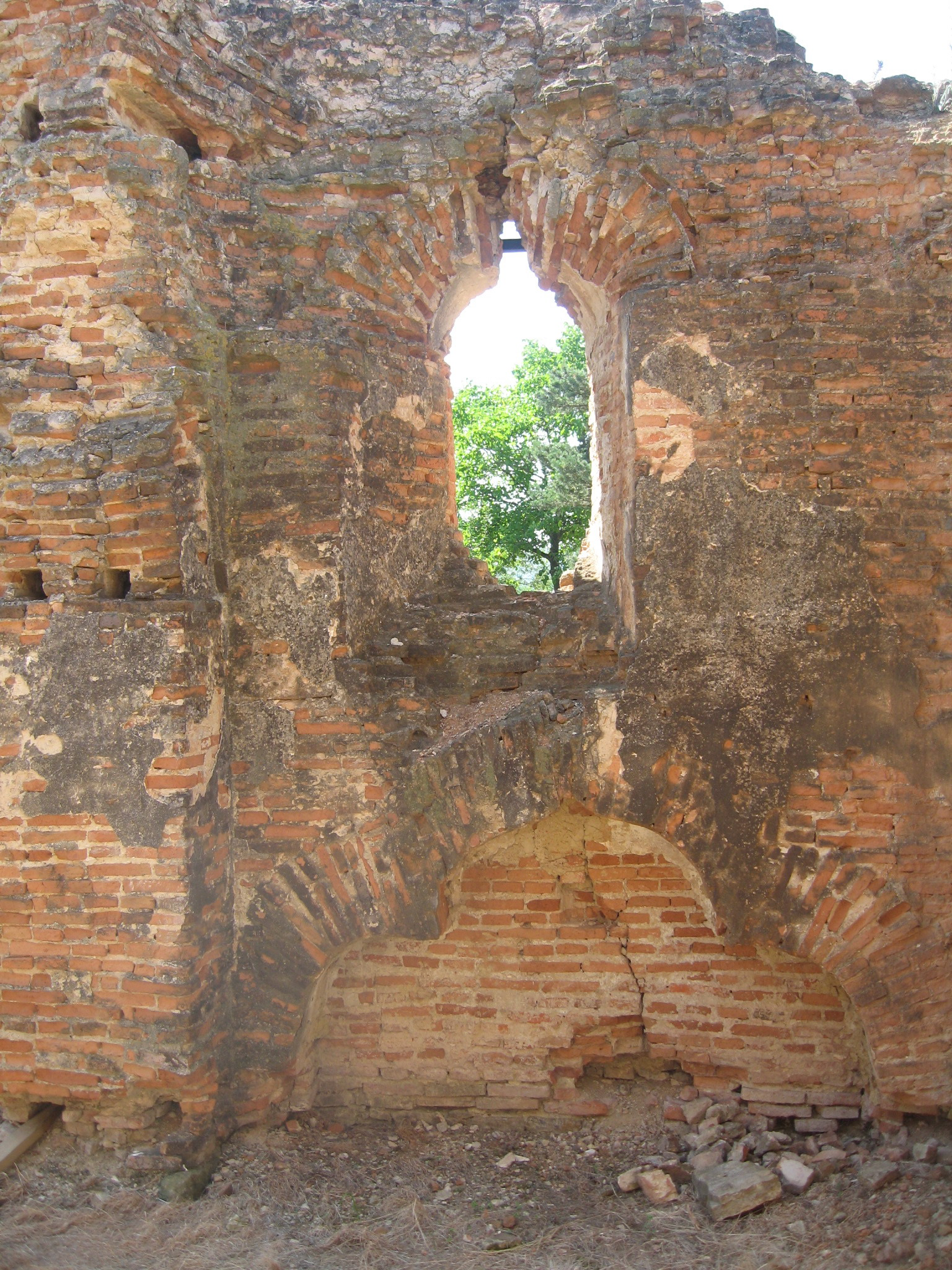
O gropniţă în biserica veche
Gropniţa
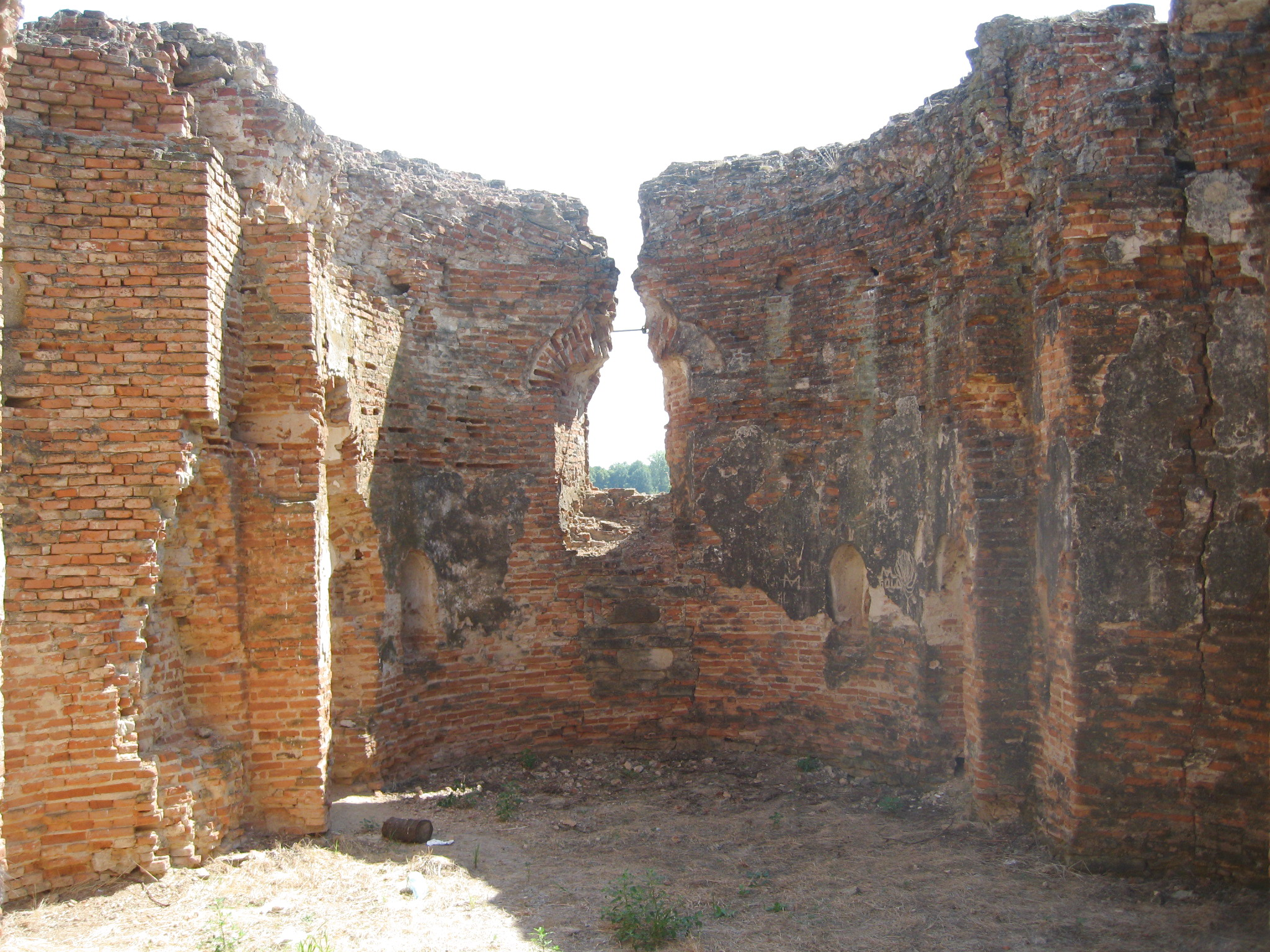
Interiorul bisericii vechi
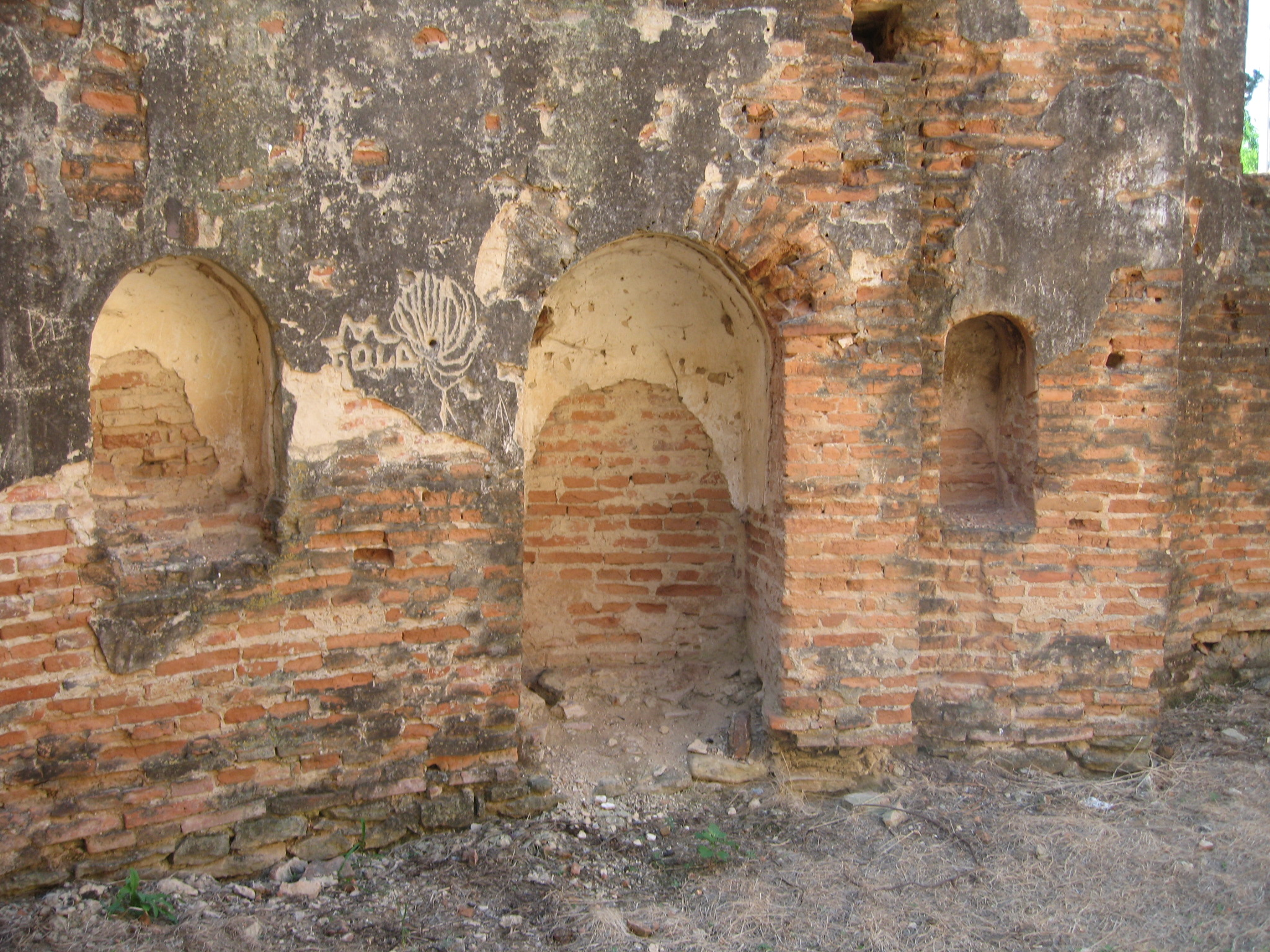
Interiorul bisericii vechi
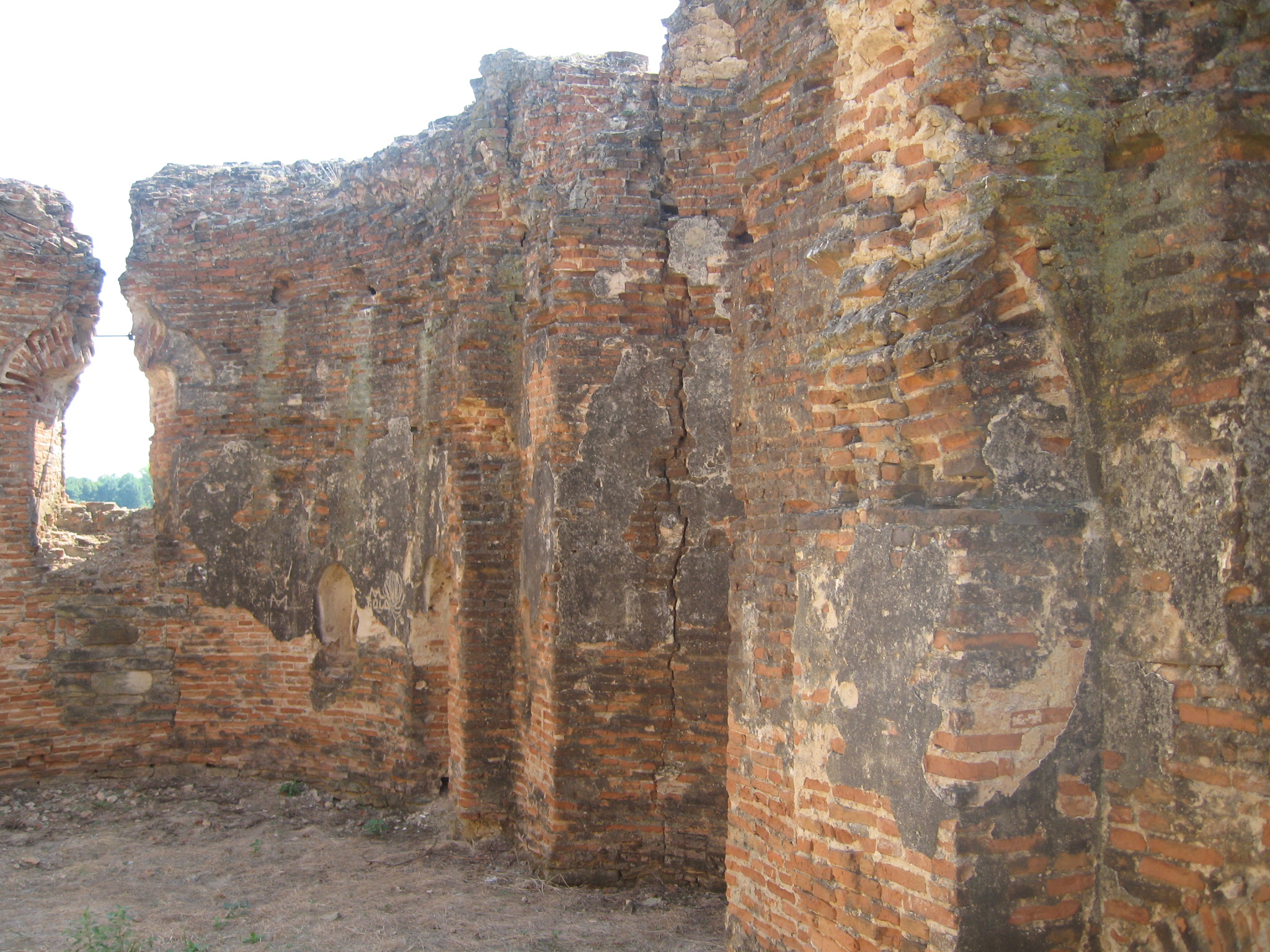
Interiorul bisericii vechi
Rest dintr-o piatră decorată
Nişă
Nişă
Resturi din peretele ce separa naosul de altar
Fereastră